# Montana (província)
Montana (búlgaro: Монтана) é um distrito da Bulgária. Sua capital é a cidade de Montana.

## Municípios
| Nome             | População (censo 2001) |
| ---------------- | ---------------------- |
| Berkovica        | 22.664                 |
| Bojčinovci       | 12.258                 |
| Brusarci         | 6.826                  |
| Vălčedrăm        | 13.146                 |
| Văršec           | 9.870                  |
| Georgi Damyanovo | 4.462                  |
| Lom              | 35.077                 |
| Medkovets        | 5.661                  |
| Montana          | 61.430                 |
| Čiprovci         | 4.988                  |
| Yakimovo         | 5.885                  |